# Mohieddin Fikini
Mohieddin Fikini (n. 10 martie 1925, Fezzan, Libia – d. 1994) a fost un om politic libian, prim-ministru al Libiei între martie 1963 și ianuarie 1964.